# Podgorje, Velenje
Podgorje este o localitate din comuna Velenje, Slovenia, cu o populație de 158 de locuitori.